# David Shutt
David Trevor Shutt, baron Shutt de Greetland, (16 mars 1942-30 octobre 2020) est un homme politique libéral démocrate britannique, qui est capitaine du Yeomen of the Guard et whip en chef adjoint à la Chambre des lords entre mai 2010 et mai 2012.

## Biographie
Shutt fait ses études à la Pudsey Grammar School dans le Yorkshire.
Après l'école, il suit une formation de comptable. En 1975, il devient administrateur du Joseph Rowntree Reform Trust, dont il devient plus tard président. Il est également fiduciaire du Joseph Rowntree Charitable Trust. En 1973, il est élu au Calderdale Metropolitan Borough Council, maintenant Calderdale Council, en tant que conseiller libéral, puis représente les libéraux démocrates à ce conseil, en tant que maire de Calderdale en 1982-1983.
Il se présente sans succès au Parlement lors de sept élections générales entre 1970 et 1992. Il se présente à Sowerby en 1970, février 1974, octobre 1974 et 1979. Après l'abolition du siège de Sowerby, il se présente dans la nouvelle circonscription de Calder Valley en 1983 et 1987. Aux élections générales de 1992, il est le candidat libéral démocrate à Pudsey .
Il est nommé Officier de l'Ordre de l'Empire britannique (OBE) dans les honneurs du Nouvel An 1993, et le 12 mai 2000 est créé pair à vie en tant que baron Shutt de Greetland, de Greetland et Stainland dans le comté du Yorkshire de l'Ouest. Il est porte-parole du développement international libéral démocrate à la Chambre des lords jusqu'en 2002. À la suite des élections générales de 2005, il est nommé whip en chef des libéraux démocrates à la Chambre des lords. Après la formation du gouvernement de coalition dirigé par David Cameron en mai 2010, Shutt est nommé capitaine des Yeomen of the Guard et whip en chef adjoint du gouvernement à la Chambre des lords, postes qu'il occupent jusqu'en mai 2012, date à laquelle il démissionne de son poste de Whip en chef des Lords libéraux-démocrates.
En 1965, il épouse Margaret Pemberton, avec qui il a deux fils et une fille.
Lord Shutt est décédé le 30 octobre 2020, à l'âge de 78 ans.